# گره فلاندری
گره فلاندری نوعی گره از نوع گره‌های پیوندی است. از این گره برای محکم بستن (درجه بالا) دو طناب استفاده می‌شود.  گره فلاندری در کوهنوردی کاربرد زیادی دارد.  